# Prega Dio… e scavati la fossa!
Prega Dio… e scavati la fossa! ist ein 1968 entstandener Italowestern, der im deutschsprachigen Raum bislang nicht gezeigt wurde. Edoardo Mulargia inszenierte Robert Woods in der Hauptrolle.

## Handlung
Mexiko, 1889: Als der junge Herumtreiber Fernando Camayo vom Tod seines Bruders Ignacio und seiner Schwester Asunción hört, die sich gegen die Durchsetzung des Ius primae noctis wehren und fliehen wollten, kehrt er aus Texas nach Hause zurück. Er beginnt damit, seine Landsleute zur Revolte gegen den tyrannischen Großgrundbesitzer Don Enrique aufzustacheln, der auch für die Tötungen verantwortlich zeichnet. Er weiß bald eine Menge Leute hinter sich, alleine sein Freund Cipriano, der Bandit geworden ist, hat kein Interesse an politischen Veränderungen. Als Cipriano die Tochter Don Enriques entführt, kommt es zum Duell der beiden ehemaligen Gefährten, da der mächtige Mann aus Rache reihenweise Peones umbringen lässt. Camayo besiegt seinen wahnsinnig gewordenen Bekannten; der Gutsbesitzer schenkt ihm dafür die Freiheit.

## Kritik
Christian Keßler bedauert in seinem Lexikon, dass hier ein Film der verschenkten Möglichkeiten vorliege. Der Hauptfehler, so Keßler, „liegt am Drehbuch, das ein an und für sich ungewöhnlich interessantes Thema in den Stilmitteln des simplen Rachewestern abhandeln will.“

## Bemerkungen
Der Solo-Trompeter des Soundtracks ist Michele Lacerenza. Der Soundtrack erschien auf CD mit dem Track zu Der Barmherzige mit den schnellen Fäusten; er enthält 15 Stücke.